# Brick by Boring Brick
Brick by Boring Brick è un singolo dei Paramore, il secondo estratto dall'album Brand New Eyes, pubblicato il 22 novembre 2009 dalla Fueled by Ramen.

## Descrizione
Hayley Williams ha detto a proposito del brano:
Il brano è stato utilizzato nel diciottesimo episodio della prima stagione della serie televisiva The Vampire Diaries.

## Video musicale
Girato in modalità blue screen, il video mostra la cantante della band Hayley Williams cantare il brano mentre dondola su un'altalena, circondata da un paesaggio fiabesco autunnale mentre guarda il chitarrista della band Josh Farro che scava una buca lì vicino. Il video prosegue con una bambina che con un paio di ali finte si avventura in un mondo fantastico (all'inizio del viaggio abbandona la sua bambola in una grotta, gesto che sta a significare l'abbandono della vita vera). All'inizio tutto sembra proprio come in una fiaba: la bambina cammina spensierata incontrando personaggi fantastici (tra cui il bassista della band Jeremy Davies, vestito da cavaliere), ma quando la bambina entra in un castello popolato da specchi volanti questi cominciano a mostrare figure terrificanti (tra cui un ladro, interpretato dal batterista Zac Farro). La bambina scappa spaventata ma proprio all'uscita viene avviluppata in dei tralci d'edere animati, una volta libera si toglie le ingombranti ali da farfalla e recupera la bambola riuscendo ad uscire dalla grotta. Inizia così a correre, ma nella fuga cade nella buca che è stata scavata proprio davanti ad Hayley, che guardandola le getta la bambola che era vicino al bordo del buco per poi andarsene, mentre Josh lo riempie.
È stato girato a Los Angeles sotto la direzione di Meiert Avis, e si tratta di uno dei pochi video della band dove i componenti recitano, e non suonano esclusivamente, come ricordato da Jeremy Davies e Josh Farro in alcune interviste.

## Tracce
CD
1. Brick by Boring Brick - 4:14

Vinile
1. Brick by Boring Brick (album version) - 4:14
2. Brick by Boring Brick (acoustic version) - 4:22

## Successo commerciale
La canzone ha ricevuto molte recensioni positive ed è, in termini commerciali, il singolo dell'album che ha ottenuto più successo dopo The Only Exception.

## Formazione
- Hayley Williams – voce, tastiera
- Josh Farro – chitarra solista, voce secondaria
- Taylor York – chitarra ritmica
- Jeremy Davis – basso
- Zac Farro – batteria

## Classifiche

### Classifiche settimanali
| Classifica (2009)          | Posizione massima |
| -------------------------- | ----------------- |
| Nuova Zelanda              | 29                |
| Regno Unito                | 85                |
| Stati Uniti (alternative)  | 9                 |
| Stati Uniti (rock)         | 20                |
| Classifica (2010)          | Posizione massima |
| Brasile                    | 8                 |
| Paesi Bassi                | 95                |
| Regno Unito (rock & metal) | 2                 |

### Classifiche di fine anno
| Classifica (2010)         | Posizione |
| ------------------------- | --------- |
| Stati Uniti (alternative) | 33        |